# Bol'šaja doroga
Bol'šaja doroga (in russo Большая дорога?, "La grande strada") è un film del 1962 diretto da Jurij Ozerov.